# Gliese 784
Gliese 784 (GJ 784 / HD 191849 / HIP 99701) es una estrella en la constelación de Sagitario situada muy cerca del límite con Telescopium, a poco más de 3º de κ2 Sagittarii.
Se encuentra a 20,2 años luz de distancia, siendo una de las 100 estrellas más cercanas al sistema solar.
Su magnitud aparente es +7,97.
Gliese 784 es una enana roja de tipo espectral M0.0V —anteriormente catalogada como K7— con una temperatura efectiva de 3930 K.
Tiene una masa estimada de 0,58 masas solares y un radio equivalente a 2/3 del radio solar.
Su luminosidad bolométrica equivale al 6 % de la luminosidad solar; aunque comparativamente con el Sol es una cifra baja, Gliese 784 es 32 veces más luminosa que Próxima Centauri y 13 veces más que Ross 154, enana roja también en Sagitario.
Sus características físicas son muy similares a las de Lacaille 8760 pero, a diferencia de ésta, no está clasificada como estrella fulgurante, si bien hay indicios de que puede ser una estrella variable.
Las estrellas más cercanas a Gliese 784 son Gliese 783, a 3,2 años luz, y Gliese 754, a 3,8 años luz.
La brillante δ Pavonis se halla a 7,3 años luz de Gliese 784.